# Varjoja paratiisissa
Varjoja paratiisissa (bra: Sombras no Paraíso) é um filme de comédia dramática finlandês de 1986 escrito e dirigido por Aki Kaurismäki. O filme é estrelado por Kati Outinen como Ilona e Matti Pellonpää como Nikander.
Varjoja paratiisissa recebeu o prêmio de melhor filme no Jussi Awards de 1987. Este é o primeiro filme da Trilogia Proletariado de Kaurismäki, seguido por Ariel (1988) e Tulitikkutehtaan tyttö (1990). A trilogia foi lançada no Região 1 de DVD da The Criterion Collection, em seus box-sets Eclipse, e em Blu-rays sem região pela Future Film na Escandinávia.

## Sinopse
Ilona é uma caixa de supermercado que conhece Nikander, um lixeiro solitário, e eles desenvolvem sentimentos românticos um pelo outro.

## Elenco
- Matti Pellonpää como Nikander
- Kati Outinen como Ilona Rajamäki
- Sakari Kuosmanen como Melartin
- Esko Nikkari como colega de trabalho
- Kylli Köngäs como namorada de Ilona
- Pekka Laiho como delegado sindical
- Jukka-Pekka Palo como terceiro homem
- Svante Korkiakoski como policial
- Mato Valtonen como Pelle